# Achaearanea orana
Achaearanea orana är en spindelart som beskrevs av Claude Lévi 1963. Achaearanea orana ingår i släktet Achaearanea och familjen klotspindlar.
Artens utbredningsområde är Ecuador. Inga underarter finns listade i Catalogue of Life.